# Samia Gamal
Samia Gamal (سامية جمال) (nombre artístico de Zaynab Ali Jalil Ibrahim Mahfud, Beni Suef, Egipto, 11 de febrero de 1922-El Cairo, 1 de diciembre de 1994) fue una bailarina egipcia de la danza del vientre.

## Trayectoria
Inició su carrera en El Cairo, con el nombre artístico de Samia Gamal, en la compañía de Badia Masabni, fundadora de la moderna danza oriental.
Destacó muy pronto como bailarina solista y, en 1942, comenzó una exitosa carrera cinematográfica. En 1949 fue nombrada «la bailarina nacional de Egipto» por el rey Faruk. 
En 1950 sus actuaciones en Nueva York en el cabaré The Latin Quarter fueron el inicio de su reconocimiento internacional como artista. Se retiró de los escenarios a principios de los años 1980 y murió en la capital egipcia a la edad de 72 años.

## Filmografía
| - Ali Baba wa al arbain harame... (1942) - Gawhara (1942) - Russassa fil kalb... (1944) - Bani adam, al-... (1945) - Taxi hantur... (1945) - Afrita hanem... (1947) - Ahdab, El... (1947) - Ersane talata, El... (1947) - Habib al omr... (1947) - Mughamer, El... (1948) - Sahibat el amara... (1948) - Agaza fel gahannam... (1949) - Bahebbak inta... (1949) - Bint haz... (1949) - Lo sparviero del Nilo (1949) - Ahmar shafayef... (1950) - Akher kedba... (1950) - Sakr, El... (1950) - La nuit des étoiles (1950) (La noche de las estrellas) - Amir el antikam... (1951) - Taa la salim... (1951) | - Ma takulshi la hada... (1952) - Ketar el lail...(1953) - Ali Baba et les quarante voleurs(1954) (Alí Babá y los cuarenta ladrones) - Valley of the Kings (1954) (El valle de los reyes) - Nachala hanem...(1954) - Raqsat al-wadah...(1954) - Wahsh, El... (1954) - Le masque de Toutankhamon (1955) (La máscara de Tutankamón) - Sigarah wa kas... (1955) - Gli amanti del deserto (1956) (Los amantes del desierto) - Gharam al-miliunayr (1957) - Kull daqqa fi qalbi... (1959) - Maweed maa maghoul... (1959) - Nagham el hazine, El... (1960) - Rajul el thani, El...(1960) - Tarik al shaitan... (1963) - The Stars of Egypt: Volume 3: Samia Gamal, Part I (19??) - The Stars of Egypt: Volume 3: Samia Gamal, Part II (19??) - Samia Forever (documental, 2003) - Fabulous Samia Gamal, The, (documental, 2003) |